# The Show Must Go On (Pink Floyd)
The Show Must Go On è una canzone dei Pink Floyd, scritta interamente da Roger Waters, pubblicata nel 1979 all'interno dell'album The Wall.
Questa canzone non è stata inclusa né nel film Pink Floyd The Wall né nel concerto di Waters del 1990 The Wall - Live in Berlin.
Inoltre nella versione registrata nell'album mancano quattro versi che, tuttavia, compaiono nel testo di copertina:
"Do I have to stand up
Wild eyed in the spotlight
What a nightmare Why!
Don't I turn and run"
Dopo questi c'è il verso che effettivamente apre la canzone nell'album.
La canzone completa è stata eseguita durante il The Wall Tour, in seguito pubblicato nell'album Is There Anybody Out There? The Wall Live 1980-81.

## Composizione
Il brano dura 1 minuto e 36 secondi ed è aperto dalle voci di un coro, per il quale Waters chiese l'aiuto di Bruce Johnston, cantante dei The Beach Boys.
Gli strumenti accompagnano dolcemente la voce di Gilmour, senza mai sovrastarla.
Il brano termina con la parola "On" mantenuta a lungo da Gilmour, per poi introdurre In the Flesh.

## Trama
Come le altre canzoni nell'album The Wall, "The Show Must Go On" narra una parte della storia di Pink, il protagonista.
Nel brano lo "show" è una metafora che indica la vita di Pink, che deve andare avanti anche se isolata dalla società. Tuttavia, lo stress che questa scelta comporta causa l'allucinazione che comincia in In the Flesh.
La canzone può essere anche interpretata letteralmente, vale a dire che, anche se Pink si oppone o se ha problemi di salute, viene costretto dai suoi produttori ad esibirsi.

## Esecutori
- David Gilmour - voce[1], chitarre[1], basso[1]
- Nick Mason - percussioni[1]
- Richard Wright - sintetizzatore[1]
- Bob Ezrin - sintetizzatore[1], pianoforte[1]
- Joe Chemay - coro[1]
- Stan Farber - coro[1]
- Jim Haas - coro[1]
- Bruce Johnston - coro[1]
- John Joyce - coro[1]
- Toni Tennille - coro[1]